# Batalla de Dreux
La Batalla de Dreux tuvo lugar el 19 de diciembre de 1562 entre Católicos y Hugonotes, al sur de la ciudad de Dreux. Se trata del primer choque en las Guerras de religión de Francia. Los Católicos fueron liderados por el Condestable Anne de Montmorency, el duque Francisco de Guisa y el Mariscal Jacques d'Albon de Saint-André, antiguo favorito de Enrique II de Francia, mientras que el príncipe Luis I de Borbón-Condé y el Almirante Gaspar de Coligny lideraron a los Hugonotes.

## Contexto
Después de una continua escalada en las tensiones y provocaciones por ambas partes, la primera guerra religiosa estalla en marzo de 1562 debido a la Masacre de Wassy. Inmediatamente los hugonotes tomaron las armas y consiguieron el control de muchas ciudades. Sin embargo, los protestantes del sur no consiguen conectar con los del Norte. Luis I decide pedir ayuda al extranjero, y la obtiene de Inglaterra, consiguiendo reclutar mercenarios Alemanes.

## Campaña
A mediados de noviembre de 1562, el ejército protestante sufre varios ataques a las afueras de París, pero no pueden asediarla debido a la falta de efectivos. A mediados de diciembre, ante la amenaza de un contraataque del ejército Real, Luis I y Gaspar de Coligny deciden levantar el campamento. Barajan la posibilidad de replegarse hacia el sur y atacar Chartres, pero las necesidades logísticas les obligan a retroceder hasta El Havre, en Normandía, donde se encuentran los fondos ingleses para pagar a los mercenarios Alemanes. Debido a la falta de recursos, el ejército protestante es víctima de la deserción y la indisciplina.
El ejército Real, que los persigue desde París, está compuesto principalmente por nobles Franceses y Bretones, reforzados con mercenarios Alemanes y Suizos, además de con las tropas enviadas por el Rey de España. Los dos ejércitos se encontrarán al sureste de Dreux.

## Batalla
La batalla no es más que una serie de cargas y contraataques que hacen inclinar continuamente la balanza de un lado a otro, aunque la captura de Montmorency y la derrota de sus tropas al inicio de la batalla hace creer a los protestantes en la victoria.
Entonces el ala derecha del ejército Real comienza a beneficiarse del ataque protestante contra su ala izquierda, y comienza a invertir la situación. El Príncipe Luis I es capturado, aunque el Mariscal Jacques d'Albon es asesinado.

## Consecuencias

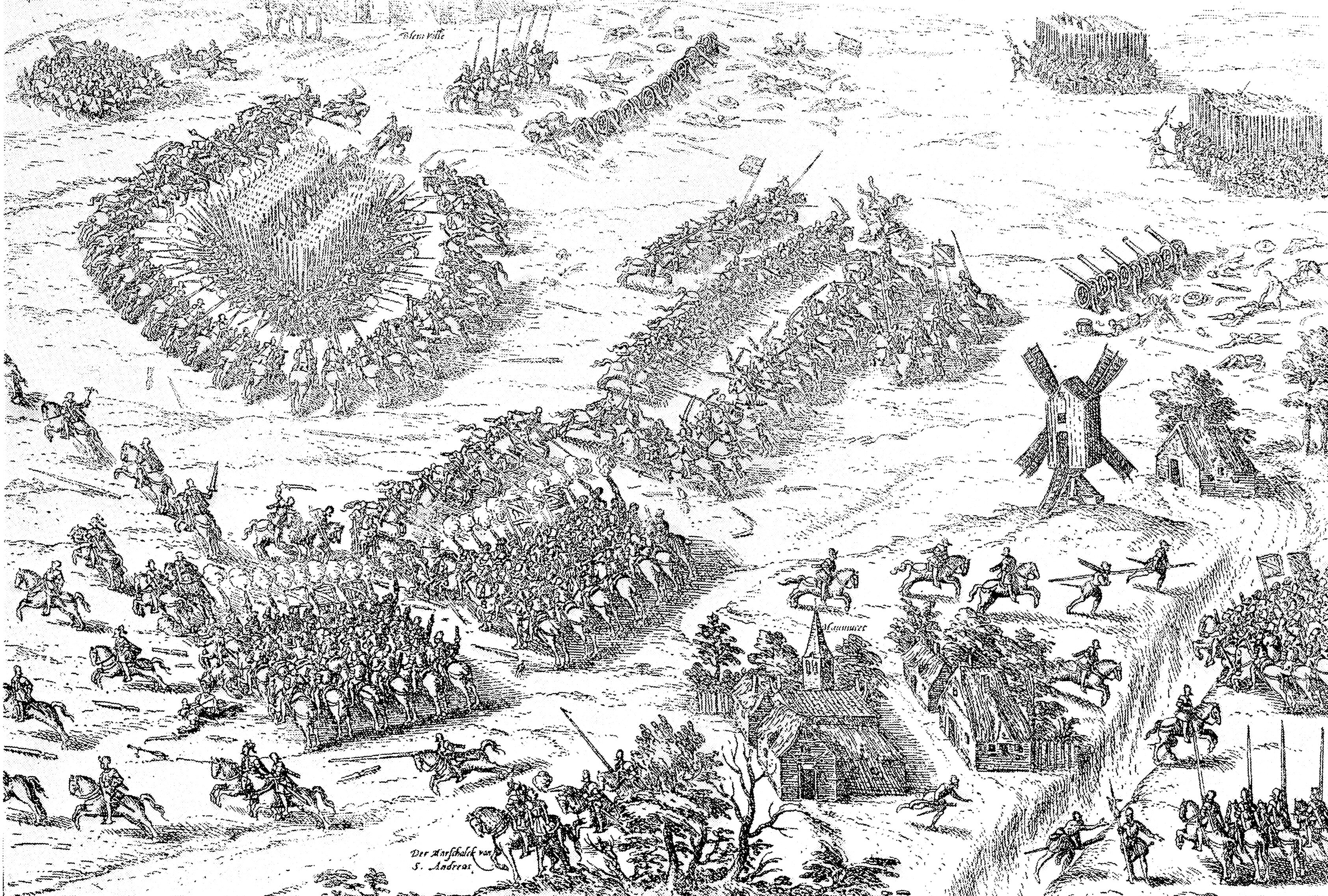
Batalla de Dreux en una ilustración contemporánea de Franz Hogenberg.

Al final del sangriento enfrentamiento quedan más de 8.000 bajas en el campo de batalla, superando los Católicos a los Protestantes. La batalla permite al ejército Real asediar Orleans.
A largo plazo es sobre todo Catalina de Médici quién consiguió beneficiarse de la batalla con la muerte de Jacques d'Albon de Saint-André y el cautiverio de Anne de Montmorency. El asesinato del Duque de Guisa en el asedio de Orleans, el 24 de febrero de 1563, terminó con las hostilidades al no quedar ya ninguno de los jefes iniciales de la guerra. El 19 de marzo se firmó el Edicto de Pacificación de Amboise, que autorizaba, principalmente a los nobles, el culto reformista.